# Anthology 2
Pour les articles homonymes, voir Anthology.
Albums de The Beatles
Anthology 1
(1995) Anthology 3
(1996)
Singles
Anthology 2 est une compilation sur deux disques compacts des Beatles sortie en mars 1996 dans le cadre de la collection The Beatles Anthology.

## Analyse
Cet album contient des enregistrements rares, parfois effectués en concerts, et des prises alternatives provenant de diverses sessions aux studios Abbey Road, depuis celles de l'album Help! au printemps 1965, jusqu'au titres enregistrés début 1968 avant le départ du groupe pour l'Inde. Il contient aussi la seconde « nouvelle chanson » des Beatles, Real Love, composée et enregistrée en démo par John Lennon et réarrangée par le groupe.
À l'instar du précédent volume de la collection, Anthology 2 obtint un succès considérable au moment de sa sortie. Il s'est même placé directement à la première place des charts anglais pour y rester une semaine en plus d'atteindre 442 000 exemplaires vendus la première semaine aux États-Unis[réf. nécessaire].
Un single avec Real Love couplée à Baby's in Black et un E.P. contenant en plus Yellow Submarine et Here, There and Everywhere, toutes en versions inédites, ont été publiés dans la foulée.

## Liste des chansons
Toutes les chansons sont créditées Lennon/McCartney sauf indication contraire. Le symbole ‡ dénote une chanson inédite.

### Disque 1
1. Real Love (Lennon) ‡ – 3:54
2. Yes It Is (Prises 2 & 14) – 1:50
3. I'm Down (Prise 1) – 2:53
4. You've Got to Hide Your Love Away (Prises 1, 2 & 5) [Mono] – 2:44
5. If You've Got Trouble (Prise 1) ‡ – 2:48
6. That Means a Lot (Prise 1) ‡ –	2:26
7. Yesterday (Prise 1) – 2:33
8. It's Only Love (Prises 2 & 3) [Mono] – 1:58
9. I Feel Fine (Live au Blackpool Night Out) – 2:15
10. Ticket to Ride (Live au Blackpool Night Out) – 2:44
11. Yesterday (Live au Blackpool Night Out) – 2:42
12. Help! (Live au Blackpool Night Out) – 2:54
13. Everybody's Trying to Be My Baby (Live au Shea Stadium) (Carl Perkins) – 2:45
14. Norwegian Wood (This Bird Has Flown) (Prise 1) – 1:59
15. I'm Looking Through You (Prise 1) – 2:53
16. 12-Bar Original (Prise 2, éditée) (Lennon, McCartney, George Harrison, Richard Starkey) ‡ – 2:55
17. Tomorrow Never Knows (Prise 1) – 3:14
18. Got to Get You into My Life (Prise 5) [Mono] – 2:54
19. And Your Bird Can Sing (Prise 2) – 2:13
20. Taxman (Prise 11) (Harrison) – 2:32
21. Eleanor Rigby (Instrumentation seulement) – 2:06
22. I'm Only Sleeping (Répétition) [Mono] – 0:40
23. I'm Only Sleeping (Prise 1) [Mono] – 2:59
24. Rock and Roll Music (Live au Nippon Budokan Hall) (Chuck Berry) – 1:39
25. She's a Woman (Live au Nippon Budokan Hall) – 2:54

### Disque 2
1. Strawberry Fields Forever (Demo) – 1:42
2. Strawberry Fields Forever (Prise 1) – 2:34
3. Strawberry Fields Forever (Prise 7 & extraits édités) [Mono] – 4:13
4. Penny Lane (Prise 9) – 3:12
5. A Day in the Life (Prises 1, 2, 6 & orchestration) – 5:04
6. Good Morning Good Morning (Prise 8) – 2:40
7. Only a Northern Song (Prises 3 & 12) (Harrison) – 2:43
8. Being for the Benefit of Mr. Kite! (Prises 1 & 2) – 1:05
9. Being for the Benefit of Mr. Kite! (Prise 7 & effets sonores) – 2:33
10. Lucy in the Sky with Diamonds (Prises 6, 7 & 8) – 3:05
11. Within You Without You (Instrumental) (Harrison) – 5:27
12. Sgt. Pepper's Lonely Hearts Club Band (reprise) (Prise 5) [Mono] – 1:27
13. You Know My Name (Look Up the Number) – 5:43
14. I Am the Walrus (Prise 16) – 4:01
15. The Fool on the Hill (Demo) [Mono] – 2:48
16. Your Mother Should Know (Prise 27) – 3:02
17. The Fool on the Hill (Prise 4) – 3:44
18. Hello Goodbye (Prise 16) – 3:17
19. Lady Madonna (Prises 3 & 4) – 2:22
20. Across the Universe (Prise 2) – 3:28

### Contenu des singles
- 7"

1. Real Love (Lennon) – 3:55
2. Baby's in Black (Lennon, McCartney, Harrison, Starr) – 3:03

- CD

1. Real Love – 3:55
2. Baby's in Black – 3:03
3. Yellow Submarine – 2:48
4. Here, There and Everywhere – 2:23